# Les Trachiniennes

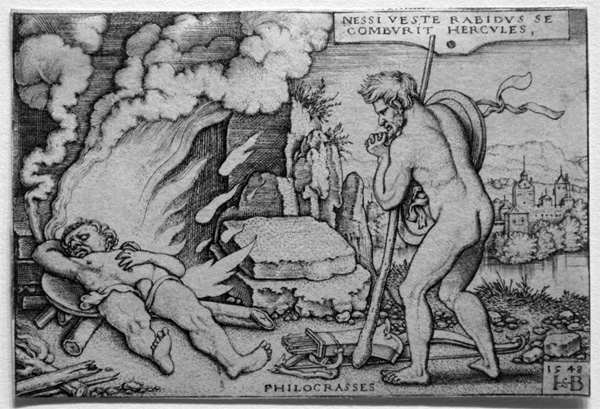

Les Trachiniennes (en grec ancien Τραχίνιαι / Trakhíniai) est une tragédie grecque écrite par Sophocle dont la date de création est des plus incertaines. La plupart des spécialistes la considèrent comme une œuvre ancienne de son auteur et la situent entre 450 et 440 av. J.-C., probablement vers 445 av. J.-C.. Le nom de « Trachiniennes » provient de la cité grecque de Trachis où se déroule l'action, le chœur de la pièce étant composé des jeunes filles de la cité. Inspirée de la Prise d'Œchalie, une épopée perdue de Créophylos de Samos, elle raconte la tragédie qui entoure et provoque la mort du héros Héraclès.

## Résumé
Déjanire, épouse d'Héraclès, est sans nouvelle de son époux depuis quinze mois. Or elle sait par un oracle qu'il vit un moment important de sa vie : ou bien il va vivre heureux pour la fin de ses jours, ou bien il va mourir et sa famille avec lui. Et cet oracle ne dit pas l'issue, mais seulement que cela approche. Elle convoque Hyllos, son fils, afin qu'il parte à la rencontre de son père. Alors qu'Hyllos retrouve son géniteur, Lichas arrive au domaine de Déjanire. Lichas, messager et compagnon d'Héraclès, devance le héros. Il révèle à Déjanire qu'Héraclès a été retenu captif chez Omphale en Lydie, puis qu'il est parti en guerre contre la cité d'Eurytos, roi d'Œchalie, d'où il ramène des captives. Un messager révèle à Déjanire que Iole se trouve parmi les filles qui accompagnent Lichas. C'est la fille d'Eurytos, pour qui Héraclès a fait la guerre. Héraclès veut faire d'Iole, malgré elle, son amante.
Froissée et soucieuse de reconquérir son époux, Déjanire enduit une tunique du sang du centaure Nessos souillé du sang de l'hydre de Lerne, deux monstres tués par son mari. Elle remet la tunique à Lichas afin qu'il la remette à Héraclès. Quelque temps plus tard, Hyllos revient auprès de sa mère et l'accuse : la tunique qu'elle a offerte à Héraclès l'a tué. Les sangs des monstres n'étaient pas un philtre d'amour mais un poison. Déjanire, au désespoir, se poignarde.
Hyllos revient auprès du corps d'Héraclès qui n'est en fait que mourant. Héraclès se laisse gagner une nouvelle fois par la colère et la démesure et demande qu'on lui amène Déjanire pour la tuer. Le héros qui a triomphé de douze travaux, d'innombrables monstres, est conscient que c'est le bras d'une simple mortelle qui met fin à sa vie. Hyllos apprend à son père la mort de sa mère. Héraclès livre alors ses dernières volontés. Hyllos jure de les respecter. Héraclès souhaite être conduit sur le mont sacré de l'Œta et incinéré afin de mettre fin à ses souffrances. Seul le feu, qui apportera la mort, pourra soulager les effets du poison. Cependant Hyllos s'oppose d'abord au dernier souhait de son père : Héraclès veut que son fils épouse Iole, la femme, cause de la tragédie. Hyllos est obligé, sous peine d'être parjure devant les dieux, d'épouser la fille d'Eurytos.

## Adaptations et mises en scène notables
- 2011 : Mise en scène par Wajdi Mouawad, traduction par Robert Davreu, musique Bertrand Cantat. Il était prévu que ce dernier interprétât le chœur sur scène, mais sa présence soulève l'indignation et il est contraint d'y renoncer[2].

### Traductions
- Consulter la liste des éditions de cette œuvre .